# اداره مشروبات الکلی، دخانیات، سلاح‌های گرم و مواد منفجره
ادارهٔ مشروبات الکلی، دخانیات، سلاح‌های گرم و مواد منفجره (به انگلیسی: Bureau of Alcohol, Tobacco, Firearms and Explosives)، به اختصار ATF، یک سازمان داخلی مجری قانون در وزارت دادگستری ایالات متحده است. مسئولیت‌های این اداره شامل بررسی و پیشگیری از جرایم فدرال شامل استفاده غیرقانونی، ساخت و نگهداری سلاح گرم و مواد منفجره است. اقداماتی چون آتش‌افروزی عمدی، بمب‌گذاری، قاچاق و فرار مالیاتی مرتبط با اجناسی مانند مشروبات الکلی و دخانیات نیز از وظایف این سازمان است.
ATF همچنین از طریق صدور مجوز فروش، نگهداری و حمل سلاح گرم، مهمات و مواد منفجره، تجارت بین ایالتی این موارد را تنظیم و کنترل می‌کند. ATF همچنین یک آزمایشگاه تحقیقاتی آتش‌سوزی منحصر به‌فرد در بلتسویل، مریلند را اداره می‌کند. در این آزمایشگاه، می‌توان نمونه‌های کاملی از موارد آتش‌سوزی و آنش‌افروزی‌های جنایی را بازسازی کرد.
ATF هم‌اکنون توسط ماروین ریچاردسون، اداره می‌شود. ریچاردسون قبلاً به عنوان معاون مدیر و مدیرعامل، دومین مقام عالی‌رتبه در ATF، از اکتبر ۲۰۱۹ تا ژوئن ۲۰۲۱ خدمت کرده‌است. ATF دارای ۵۱۰۱ کارمند و بودجهٔ سالانه ۱٫۲۷۴ میلیارد دلار (۲۰۱۹) است.

## تاریخچه

نشان ATF زمانی که بخشی از وزارت خزانه‌داری ایالات متحده بود.

پرچم اولیه ATF به عنوان بخشی از وزارت دادگستری ایالات متحده.

ATF قبلاً زیرمجموعه‌ای از وزارت خزانه‌داری ایالات متحده بود که در سال ۱۸۸۶ تأسیس شد. این اداره در سال ۱۹۳۰ به وزارت دادگستری آمریکا منتقل شد و پس از مدت کوتاهی در سال ۱۹۳۳ بخشی از اداره تحقیقات فدرال (FBI) شد.
در پی حملات تروریستی ۱۱ سپتامبر به مرکز تجارت جهانی و پنتاگون در ۱۱ سپتامبر ۲۰۰۱، رئیس‌جمهور جرج دابلیو. بوش قانون امنیت داخلی ۲۰۰۲ را امضا کرد. طبق این قانون، علاوه بر تأسیس وزارت امنیت میهن ایالات متحده آمریکا، ATF نیز از وزارت خزانه‌داری به وزارت دادگستری منتقل شد و نام آن نیز به ادارهٔ مشروبات الکلی، دخانیات، سلاح گرم و مواد منفجره تغییر یافت.